# Melissa Barrera
Melissa Barrera Martínez (Monterrey, 4 juli 1990) is een Mexicaanse actrice. Ze speelde in diverse films en series, waaronder Scream, All the World Is Sleeping en Vida.

## Filmografie

### Film
- 2014: L for Leisure, als Kennedy
- 2016: Manual de principiantes para ser presidente, als Brisa Carreiro
- 2016: El Hotel, als Karina
- 2018: Sacúdete las penas, als Luisa Martin Del Campo
- 2018: Dos Veces Tú, als Daniela Cohen
- 2021: In the Heights, als Vanessa
- 2021: All the World Is Sleeping, als Chama
- 2022: Scream, als Samantha "Sam" Carpenter
- 2022: Carmen, als Carmen
- 2022: Bed Rest, als Julie Rivers
- 2023: Scream VI, als Samantha "Sam" Carpenter
- 2024: Your Monster, als Laura Franco
- 2024: Abigail, als Joey

### Televisie
- 2011: La Academia, als deelnemer
- 2012: La mujer de Judas, als Zulamita
- 2012-2013: La otra cara del alma, als Mariana Durán
- 2014: Siempre tuya Acapluco, als Olvido Pérez
- 2015: Tanto amor, als Mía González
- 2016-2017: Perseguidos, als Liliana Rincón
- 2017: Club de Cuervos, als Isabel Cantú
- 2018-2022: Vida, als Lyn Hernandez
- 2020: Acting for a Cause, als Elizabeth Bennet
- 2022: Keep Breathing, als Olivia "Liv" Rivera

### Videoclip
- 2021: Say Less, van Anthony Ramos